# اس‌اس آتن (۱۸۹۳)
اس‌اس آتن (۱۸۹۳) (به انگلیسی: SS Athen (1893)) یک کشتی بود که طول آن 84.6 metres و ارتفاع آن 11.4 metres بود. این کشتی در سال ۱۸۹۳ ساخته شد.